# Денисієвська Наталія Борисівна
Наталія Борисівна Денисієвська (Бусигіна; 27 липня 1923, Лубни — 9 травня 2000, Київ) — українська скульпторка; членкиня Спілки радянських художників України з 1958 року.

## Біографія
Народилася 27 липня 1923 року у місті Лубни (нині Полтавська область, Україна) в сім’ї співробітника дослідної сільськогосподарської станції.
У 1946—1948 рр. навчалася в Київському училищі прикладного мистецтва на альфрейно-живописному факультеті, у 1948—1950 рр. — у Київській республіканській художній школі імені Т. Г. Шевченка. 
Впродовж 1950—1956 років навчалась у Київському художньому інституті (викладачі Михайло Лисенко, Іван Макогон, Олексій Олійник). Дипломна робота — скульптура «Партизани» (глина; варіант — оргскло; Горлівський художній музей) експонувалася на П’ятій всесоюзній виставці дипломних робіт студентів художніх вузів СРСР випуску 1956 року в Москві.
Жила в Києві в будинку на вулиці Нововолодимирській № 32, квартира № 1 та у будинку на вулиці Героїв Дніпра № 38-Е, квартира № 48. Померла в Києві 9 травня 2000 року.

## Творчість
Працювала в галузі станкової скульптури. Основний жанр творів — скульптурна анімалістика, Михайло Лисенко називав свою студентку «кінним богом». Любила ліричні й драматичні мотиви композиції, часто зображала людину разом з твариною.
Серед робіт:
- «Партизани» (1956);
- «На цілині» (1957, Севастопольський художній музей);
- «Будівельники» (1958);
- «Табун» (1959, оргскло; Донецький художній музей);
- «За загиблим другом» (1960);
- «Фрунзе», кінна статуя (1961, оргскло; Херсонський краєзнавчий музей);
- «Гайдамака» (1961);
- «Олень» (1962, оргскло; Запорізький краєзнавчий музей);
- «Кобила з лошам» (1962, оргскло; Запорізький краєзнавчий музей);
- «За правду народну» (1963, оргскло; Сумський художній музей);
- «Тарас Трясило» (1964, оргскло;  Черкаський краєзнавчий музей);
- «Левиця, що лежить» (1965, теракота);
- «Коник» (1965);
- «Червоне дияволеня» (1965, оргскло);
- «На степовому просторі» (1967);
- «На полонині» (1967);
- «Витязь революції» (1967, склобетон; Донецький художній музей);
- «Тигр» (1968, теракота);
- «Тачанка» (1968, оргскло);
- «Кінь» (1968, оргскло);
- «Олень, який лежить» (1969);
- «Юність кличе» (1969, оргскло);
- «Революція» (1970);
- «Пантера» (1970);
- «Чапай» (1970, оргскло);
- «Майстер спорту А. Пахомова (Коло пошани)» (1971);
- «Лоша» (1971);
- «Пісня жайворонка» (1973);
- «Ілля Муромець» (1982).

Крім згаданих музеїв, роботи скульпторки зберігаються у Музеї історії Києва, Таращаському, Тиманівському народних музеях, Новокаховській картинній галереї.
Брала участь у республіканських, всесоюзних та зарубіжних виставках з 1956 року.